# Кртина (Домжале)
Кртина (словен. Krtina) је насељено место у општини Домжале, Средњесловенска регија, Словенија.

## Историја
До територијалне реорганизације у Словенији била је у саставу старе општине Домжале.

## Становништво
У попису становништва из 2011. године, Кртина је имала 739 становника.
| Број становника према пописима | Број становника према пописима | Број становника према пописима |
| ------------------------------ | ------------------------------ | ------------------------------ |
| 1991                           | 2002                           | 2011                           |
| 437                            | 479                            | 739                            |